# Le Cœur à droite
Ne doit pas être confondu avec Situs inversus.
Le Cœur à droite est le 11e album de la série de bande dessinée Jérôme K. Jérôme Bloche d’Alain Dodier. L'ouvrage est publié en 1996.

## Synopsis
Jérôme K. Jérôme Bloche recueille un soir d'hiver un clochard ; le lendemain, le vieillard a disparu mais il a oublié un manuscrit écrit à la main dans lequel le personnage principal raconte l'assassinat de John Fitzgerald Kennedy en parlant d'un coup monté avec Lee Harvey Oswald comme victime. Il fait tout pour le retrouver et lui proposer de publier le livre.
Il ne sait pas encore dans quoi il s'engage.

## Prix
- 1997 : Alph-Art jeunesse 9-11 ans au festival d'Angoulême